# Championnats du monde de biathlon 1987
Les Championnats du monde de biathlon 1987 se tiennent du 12 au 14 février 1987 à Lake Placid (États-Unis) pour les épreuves masculines et du 25 au 27 février 1987 à Lahti (Finlande) pour les épreuves féminines. 

## Les résultats
| Épreuve                         | Or                                                                                | Argent                                                                             | Bronze                                                                              |
| 12 février : 20 km individuel H | Frank-Peter Roetsch                                                               | Josh Thompson                                                                      | Jan Matouš                                                                          |
| 14 février : Sprint 10 km H     | Frank-Peter Roetsch                                                               | Matthias Jacob                                                                     | André Sehmisch                                                                      |
| 15 février : Relais 4×7,5 km H  | Allemagne de l'Est Frank-Peter Roetsch Matthias Jacob André Sehmisch Jürgen Wirth | Union soviétique Dmitri Vassiliev Yuri Kachkarov Alexander Popov Valeri Medvedtsev | Allemagne de l'Ouest Ernst Reiter Herbert Fritzenwenger Peter Angerer Fritz Fischer |
| 25 février : 10 km individuel F | Sanna Grønlid                                                                     | Kaya Parve                                                                         | Tuija Vuoksiala                                                                     |
| 27 février : Sprint 5 km F      | Elena Golovina                                                                    | Venera Chernychova                                                                 | Anne Elvebakk                                                                       |
| 28 février : Relais 3×5 km F    | Union soviétique Elena Golovina Venera Chernychova Kaya Parve                     | Suède Inger Björkbom Mia Stadig Eva Korpela                                        | Norvège Anne Elvebakk Sanna Grønlid Siv Lunde                                       |

## Le tableau des médailles
| Médailles | Pays                 | Or | Argent | Bronze | Ensemble |
| --------- | -------------------- | -- | ------ | ------ | -------- |
| 1         | Allemagne de l'Est   | 3  | 1      | 1      | 5        |
| 2         | Union soviétique     | 2  | 3      | 0      | 5        |
| 3         | Norvège              | 1  | 0      | 2      | 3        |
| 4         | États-Unis           | 0  | 1      | 0      | 1        |
| 4         | Suède                | 0  | 1      | 0      | 1        |
| 6         | Allemagne de l'Ouest | 0  | 0      | 1      | 1        |
| 6         | Finlande             | 0  | 0      | 1      | 1        |
| 6         | Tchécoslovaquie      | 0  | 0      | 1      | 1        |